# Капштык, Иван Маркович
Ива́н Ма́ркович Капшты́к (укр. Іван Маркович Капштик; род. 22 сентября 1939, Полтавская область) — украинский государственный деятель, депутат Верховной рады Украины I созыва (1990—1992), представитель Президента Украины в Киевской области (1992—1995).

## Биография
Родился 22 сентября 1939 года в Полтавской области в крестьянской семье.
С 1956 года работал инструктором Гребёнковского райкома ЛКСМУ Полтавской области. С 1958 года учился в Украинской сельскохозяйственной академии по специальности «бухгалтер-экономист».
С 1963 года работал бухгалтером колхоза «Глыбокский» Бориспольского района Киевской области. С 1971 года был директором Киевской птицефабрики, директором Яготинской птицефабрики, директором колхоза-комбината «Калитянский». В 1977 году был уволен в связи с возбуждением уголовного дела, затем работал руководителем отдела, заместителем директора колхоза имени Кирова. С 1988 года был директором птицефабрики «Киев».
В 1978 году исключен из КПСС, затем добился восстановления, в 1990 году вышел из КПСС.
В 1990 году в ходе первых альтернативных парламентских выборов в Украинской ССР был выдвинут кандидатом в народные депутаты трудовым коллективом Киевской птицефабрики. 18 марта 1990 года во втором туре был избран народным депутатом Верховного совета Украинской ССР XII созыва (в дальнейшем — Верховной рады Украины I созыва) от Броварского избирательного округа № 210 Киевской области, набрал 50,51% голосов среди 7 кандидатов. В парламенте входил в депутатскую группу «Злагода-Центр», был членом комиссии по вопросам Чернобыльской катастрофы.
20 марта 1992 года назначен представителем Президента Украины (губернатором) в Киевской области, в связи с назначением на новую должность сложил депутатские полномочия 18 июня 1992 года. 6 марта 1995 года снят с должности представителя Президента Украины в Киевской области. В дальнейшем был президентом ОАО «Птицефабрика Киевская».

## Награды и звания
- Орден Трудового Красного Знамени
- Первый ранг государственного служащего (1994)[3]
- Заслуженный работник сельского хозяйства Украины (1999)[4]
- Орден «За заслуги» III степени (2011)